# Pierre Rehov
Pierre Rehov is het pseudoniem van een Frans-Israëlische cineast en romanschrijver, vooral bekend vanwege zijn films over het Arabisch-Israëlisch en het Israëlisch-Palestijns conflict, alsmede de behandeling ervan in de media. 

## Biografie
Rehov is geboren in een Joodse familie in Algerije. Hij heeft een master in de rechten van de universiteit Paris-Assas. In 2008 verhuisde hij naar de Verenigde Staten wegens het, volgens hem, groeiend antisemitisme in Frankrijk en de rest van Europa. Rehov leeft met Sharon Yambem, een Joodse immigrante in Israël uit India. Hij is de vader van een zoon en een dochter.

## Films
- The Road to Jenin – als antwoord op de film Jenin, Jenin
- The Trojan Horse – over de intenties van Yasser Arafat
- Holy Land – Christians in Peril
- Silent Exodus – over de exodus van de Joden uit de Arabische landen
- Hostages of Hatred
- From The River to the Sea – Best Film op het Liberty Film Festival 2006
- The War of Images
- Suicide Killers – documentaire uit 2006 over de psychologische condities van mensen die zelfmoordaanslagen plegen
- First comes Saturday, then Comes Sunday – 2007 documentaire over de vervolging van christenen in het Midden-Oosten
- The Path to Darkness – 2011
- War Crimes in Gaza – 2015
- Beyond Deception Strategy – 2015
- Unveiling Jerusalem – 2017
- Behind the smokescreen – 2018
- Pay for Slay – 2019
- Palestinian Apartheid – 2019
- The origins of the Palestinian Cause – 2019
- Terror, racket and corruption – 2019
- Palestine, the invention of a Nation – 2019

## Romans
- Cellules Blanches Uitg. Albin Michel.
- Tu seras si jolie Uitg. Belfond, 2018